# Vyshhorod
Vyshhorod (tiếng Ukraina: Вишгород) là một thành phố của Ukraina. Thành phố này thuộc tỉnh Kyiv. Thành phố này có diện tích 8,7 km2, dân số theo điều tra dân số năm 2001 là 22933 người.